# Zdziechowice Górne
Zdziechowice Górne – część wsi Zdziechowice w Polsce położona w województwie opolskim, w powiecie oleskim, w gminie Gorzów Śląski.